# FITALY
FITALY — це розкладка клавіатури, спеціально оптимізована для стилуса або сенсорного екрану. Дизайн розміщує найпоширеніші літери найближче до центру, щоб мінімізувати відстань, пройдену під час введення слова. Назва, FITALY, походить від літер, що займають другий ряд у розкладці (оскільки QWERTY походить від першого ряду стандартних клавіатур).
Ця розкладка приблизно виглядає так:
| Esc  | z | v | c | h | w | k | - 1 | ! 6 |
| Tab  | f | i | t | a | l | y | , 2 | ? 7 |
| Caps |   |   | n | e |   |   | . 3 | : 8 |
| Ctrl | g | d | o | r | s | b | ' 4 | ( 9 |
| 123  | q | j | u | m | p | x | / 5 | ) 0 |

Є також клавіатури з великими літерами, цифрами та символами, і різні штрихи (а не натискання) використовуються як для зміни регістру, так і для вибору символів. Докладніше див. на сайті виробника (нижче).
FITALY був винайдений і запатентований Жаном Ішбіа  і комерціалізований компанією, яку він заснував, Textware Solutions.
Метою дизайну є оптимізація введення тексту шляхом організації клавіш, щоб мінімізувати переміщення пальців від клавіші до клавіші, дозволяючи швидше вводити текст одним пальцем (порівняно з десятьма цифрами, потрібними для ефективного введення в розкладці QWERTY). У порівнянні з трирядною клавіатурою QWERTY, FITALY має п’ять рядків із щонайбільше шістьма літерами в рядку (на відміну від десяти на QWERTY).
Ключі розташовані на основі індивідуальних частот літер в англійській мові та ймовірності переходів. На десять літер у самому центрі (i, t, a, l, n, e, d, o, r, s) припадає 73% натискань клавіш англійською мовою; Додавання чотирьох літер у верхній і нижній частині середніх стовпців (c, h, u, m) призводить до 84%. Користувач майже завжди знаходить наступну ймовірну літеру на клавіші дуже близько до тієї, яку натиснув раніше.
На даний момент підтримувані платформи є Pocket PC / Windows Mobile і Windows Tablet PC . Була версія для Palm. Версія для Android розглядається, але Баррі Шаффер мав власний порт Android. Цей порт непрактичний для вставлення тексту будь-де, крім останнього символу документа. 

## Зовнішні посилання
- Fitaly.com
- Fitaly.com
- Mobiletechreview.com [Архівовано 2008-05-12 у Wayback Machine.]  </link>
- The-gadgeteer.com
- Writingonyourpalm.net [Архівовано 2008-10-06 у Wayback Machine.]  </link>
- Everything2.com

Шаблон:Keyboard layouts